# Diego Bracalente
Diego Bracalente, né le 6 décembre 2004 à Casette d'Ete, est un coureur cycliste italien. Il est membre de l'équipe MBH Bank Ballan CSB. 

## Biographie
Diego Bracalente est originaire de Casette d'Ete, un hameau de Porto Sant'Elpidio. Son père est agriculteur, tandis que sa mère tient un magasin de fruits et légumes sur ses terres. Dès sa petite enfance, il commence à s'intéresser au vélo en voyant une course passer dans son village. Sa première licence est prise au sein d'un club local, alors qu'il est âgé de six ou sept ans,. Désormais concentré sur la route, il a aussi essayé le cyclisme sur piste dans les catégories de jeunes. Mais il est avant tout présenté comme un grimpeur.
Chez les juniors, il obtient plusieurs victoires et diverses accessits dans des compétitions italiennes. Il termine par ailleurs sixième de l'édition 2022 du Watersley Junior Challenge, une manche de la Coupe des Nations Juniors. Après ses performances, il intègre l'équipe continentale Colpack Ballan CSB en 2023. Pour ses débuts espoirs, il prend notamment la huitième place du Gran Premio Palio del Recioto. 
Lors de la saison 2024, il se classe troisième d'une étape du Tour de la Vallée d'Aoste, quatrième du Grand Prix Industrie del Marmo, cinquième de Bassano-Monte Grappa ou encore sixième de la course en ligne espoirs aux championnats d'Italie. Il s'impose également sur une course disputée dans les Pouilles. 
En janvier 2025, il est invité à un camp d'entraînement de la formation Cofidis. Quelques mois plus tard, il remporte la Coppa della Pace. Il s'agit de son premier succès acquis sur une épreuve inscrite au calendrier de l'UCI Europe Tour.

## Palmarès et résultats

### Par année
- 2024
  - Giro della Daunia
- 2025
  - Coppa della Pace
  - 3e du Trophée Matteotti amateurs
  - 3e de Bassano-Monte Grappa

### Classements mondiaux
| Année                                 | 2023  | 2024  |
| ------------------------------------- | ----- | ----- |
| Classement mondial                    | 3127e | 1694e |
| UCI Europe Tour                       | 1785e | 1069e |
|                                       |       |       |
| Légende : nc = non classéSource : UCI |       |       |